# Drosophila tarsata
Drosophila tarsata är en tvåvingeart som beskrevs av Ignaz Rudolph Schiner 1868. Drosophila tarsata ingår i släktet Drosophila och familjen daggflugor.
Artens utbredningsområde är Venezuela.